# Jean-Claude Valin
Pour les articles homonymes, voir Valin.
Jean-Claude Valin est un écrivain et éditeur français né à Reffannes (Deux-Sèvres) le 5 septembre 1934.

## Biographie
Fils unique d'instituteurs, il enseigne la littérature dans différents établissements scolaires de la région avant de terminer sa carrière à l'Université de Poitiers en tant que professeur d'histoire de l'art.
Jean-Claude Valin est également peintre  et psychanalyste.
Veuf, il a deux enfants.
Ami intime de Daniel Reynaud, il est son exécuteur testamentaire.[réf. nécessaire]

## Œuvre
Poète, romancier et éditeur, via notamment les éditions Hautécriture et Le Vert Sacré, il a publié de nombreux recueils de poésie depuis les années 1960, dont un chez Gallimard.
L'écrivain Jean Breton écrit de lui: "Partout souffle l'inutile. Ce désespoir, revêtu parfois des habits de l'humour noir, aboutit à un pessimisme absolu et à une sorte d'effondrement psychologique et moral, de désertion de l'être. La ruine gagne sans cesse. Sur les falbalas des grands couturiers littéraires, rongés de mites, je crois aux chances de durée du très ancien autant que moderne Jean-Claude Valin".

## Publications
- Entre Phénix et cendres, Chambelland, 1961
- Poème pour hache, Promesse, 1961
- Eluard et les problèmes de l'art engagé, Promesse, 1963
- L'Arbre essentiel, Promesse, 1966
- Arrhes poétiques, Chambelland, 1967
- Singulier Pluriel, Millas-Martin, 1968
- Terres battues, Chambelland, 1974
- Poèmes de troubadours et sculpture romane en Poitou Saintonge, avec Jean-Pierre Joly, Oracl éditions, 1976
- La Mort née, Oracl éditions, 1983
- L'Imminent, Collection Haute, 1986
- Lieu-dire, Hautécriture, 1989
- Rugueuse à étreindre, Hautécriture, 1991
- Des Entités Hagardes, Rougerie, 1993
- La Trouble Fête, Gallimard, 1993
- Le Pays Cadou, Le Vert Sacré, 2002